# Rui Costa (Fußballspieler)
Rui Manuel César Costa ['ʀui 'manuɛɫ 'sezar 'cɔʃta] (* 29. März 1972 in Amadora) ist ein ehemaliger portugiesischer Fußballspieler.
Zunächst in der Verteidigung eingesetzt, spielte er schon bald im offensiven Mittelfeld. In der Nationalmannschaft gehörte er zusammen mit Luís Figo zur Goldenen Generation Portugals.
Seit Oktober 2021 ist Rui Costa Vereinspräsident seines langjährigen Klubs Benfica Lissabon.

## Karriere

### Verein

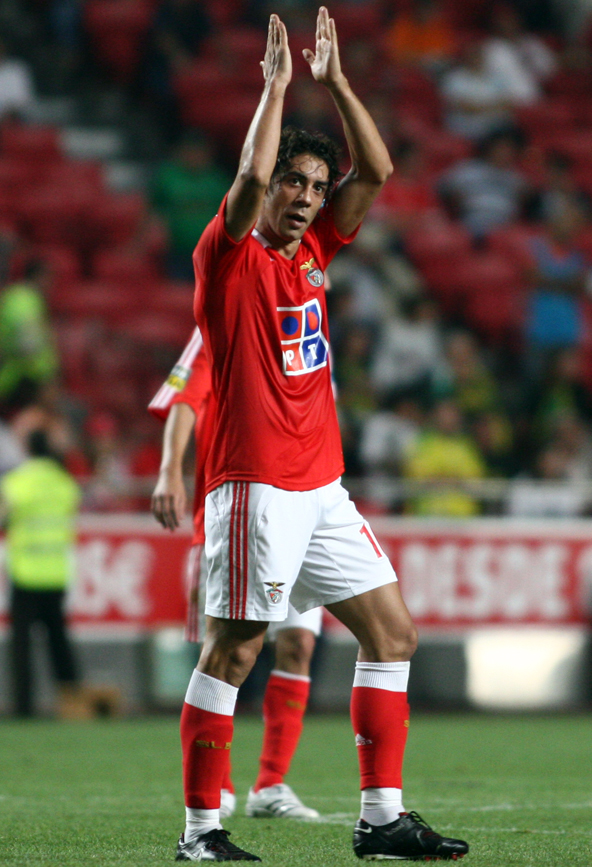
Rui Costa mit Benfica Lissabon (2007)

Rui Costa stammt aus Amadora, einer Stadt in der Metropolregion Lissabon. Im Alter von fünf Jahren begann er beim Damaia Ginásio Clube mit dem Hallenfußball. Nach einem Probetraining bei Benfica Lissabon wurde der Zehnjährige in das Fußballinternat aufgenommen und durchlief sämtliche Jugendmannschaften des Rekordmeisters. Verantwortlich für den Nachwuchsbereich war Portugals Fußballlegende Eusébio, der schon damals von Rui Costas Fähigkeiten begeistert war.
1990 rückte Rui Costa im Alter von 18 Jahren in den Profikader auf. Um Spielpraxis zu sammeln wurde der Nachwuchsspieler jedoch zunächst für die Saison 1990/91 an den Drittligisten AD Fafe ausgeliehen und konnte mit guten Leistungen überzeugen (38 Spiele, 6 Tore). Nach einem Jahr kehrte Rui Costa zu seinem Stammverein zurück und wurde Stammspieler im offensiven Mittelfeld. Zusammen mit João Pinto und Paulo Sousa gehörte er zu den hoffnungsvollsten Talenten der Mannschaft, die 1993 den portugiesischen Pokal gewinnen konnte (5:2 gegen Boavista Porto). In der anschließenden Saison 1993/94 folgte der Gewinn der Meisterschaft.
Im Sommer 1994 wechselte Rui Costa für umgerechnet 12 Millionen D-Mark zur AC Florenz in die italienische Serie A. Benfica Lissabon, damals mit finanziellen Problemen behaftet, musste dem Transfer aus wirtschaftlichen Gründen zustimmen. Der Fiorentina war unter Trainer Claudio Ranieri soeben der Wiederaufstieg in die höchste Spielklasse gelungen. In den kommenden Jahren waren Spielmacher Rui Costa und Torjäger Gabriel Batistuta die maßgeblichen Spieler der AC Florenz, die in die Spitzengruppe des italienischen Fußballs zurückkehren konnten. 1996 gewannen sie die Coppa Italia und qualifizierten sich 1999/2000 erstmals für die UEFA Champions League. Rui Costa hatte sich mittlerweile zu einem der besten Mittelfeldspieler Europas entwickelt und durch seine starken Leistungen wurde er regelmäßig mit anderen Verein in Verbindung gebracht, blieb Florenz jedoch treu. 2001 konnte abermals die Coppa Italia gewonnen werden. Erst als der Klub aufgrund einer Schuldenlast von 200 Millionen Euro im Sommer 2001 Insolvenz anmelden musste, entschied sich Rui Costa für einen Vereinswechsel.
Gemeinsam mit seinem damaligen Trainer, Fatih Terim, wechselte Rui Costa innerhalb der Serie A zur AC Mailand. Die Ablösesumme lag bei 42 Millionen Euro und war der teuerste Transfer in der Vereinsgeschichte der Rossoneri. Rui Costa besetzte die Position im offensiven Mittelfeld und spielte an der Seite von Andrea Pirlo, Andrij Schewtschenko und Paolo Maldini. Unter dem neuen Trainer Carlo Ancelotti erlebte Rui Costa die wohl erfolgreichste Phase seiner Karriere und gewann mit Milan die Champions League (2002/03), die Coppa Italia (2003), die italienische Meisterschaft (2003/04), den UEFA-Supercup (2003) und den italienischen Supercup (2004). In den ersten beiden Jahren war Rui Costa unumstrittener Stammspieler, fand sich jedoch nach der Verpflichtung des brasilianischen Shootingstars Kaká häufig auf der Auswechselbank wieder.  
Nachdem sein Vertrag in Mailand ausgelaufen war, erklärte Rui Costa am 25. Mai 2006 die Rückkehr zu seinem Heimatverein Benfica Lissabon. Am 11. Mai 2008 bestritt er sein letztes Profifußballspiel gegen Vitória Setúbal. Anschließend erklärte er seinen Rücktritt.

### Nationalmannschaft
Seit er 1991 (gerade erst in den Nationalkader einberufen) bei der Juniorenweltmeisterschaft den entscheidenden Elfmeter im Endspiel gegen Brasilien erzielte und Portugal damit Juniorenweltmeister wurde, galt er in seiner Heimat als Nationalheld. Dieser Cup-Gewinn und der zwei Jahre zuvor erste errungene Titel (noch ohne Costa) im Jugendbereich, war die Geburtsstunde der Goldenen Generation Portugals. Viele Anhänger erhofften sich in den kommenden Jahren große Erfolge im Männerbereich. Zu einem Titel schaffte es die Goldene Generation allerdings nie.
1993 wurde er das erste Mal in die Portugiesische Fußballnationalmannschaft einberufen. Nach der Europameisterschaft im Jahr 2004 erklärte er seinen Abschied aus der Nationalmannschaft. Für die Fußball-Europameisterschaft 1996, die EM 2000, die EM 2004 und die Weltmeisterschaft 2002 war Costa nominiert.
Siehe auch:
- Portugiesisches Aufgebot der Europameisterschaft 1996
- Portugiesisches Aufgebot der Europameisterschaft 2000
- Portugiesisches Aufgebot der Weltmeisterschaft 2002
- Portugiesisches Aufgebot der Europameisterschaft 2004

## Erfolge
Nationalmannschaft
- Juniorenweltmeister: 1991

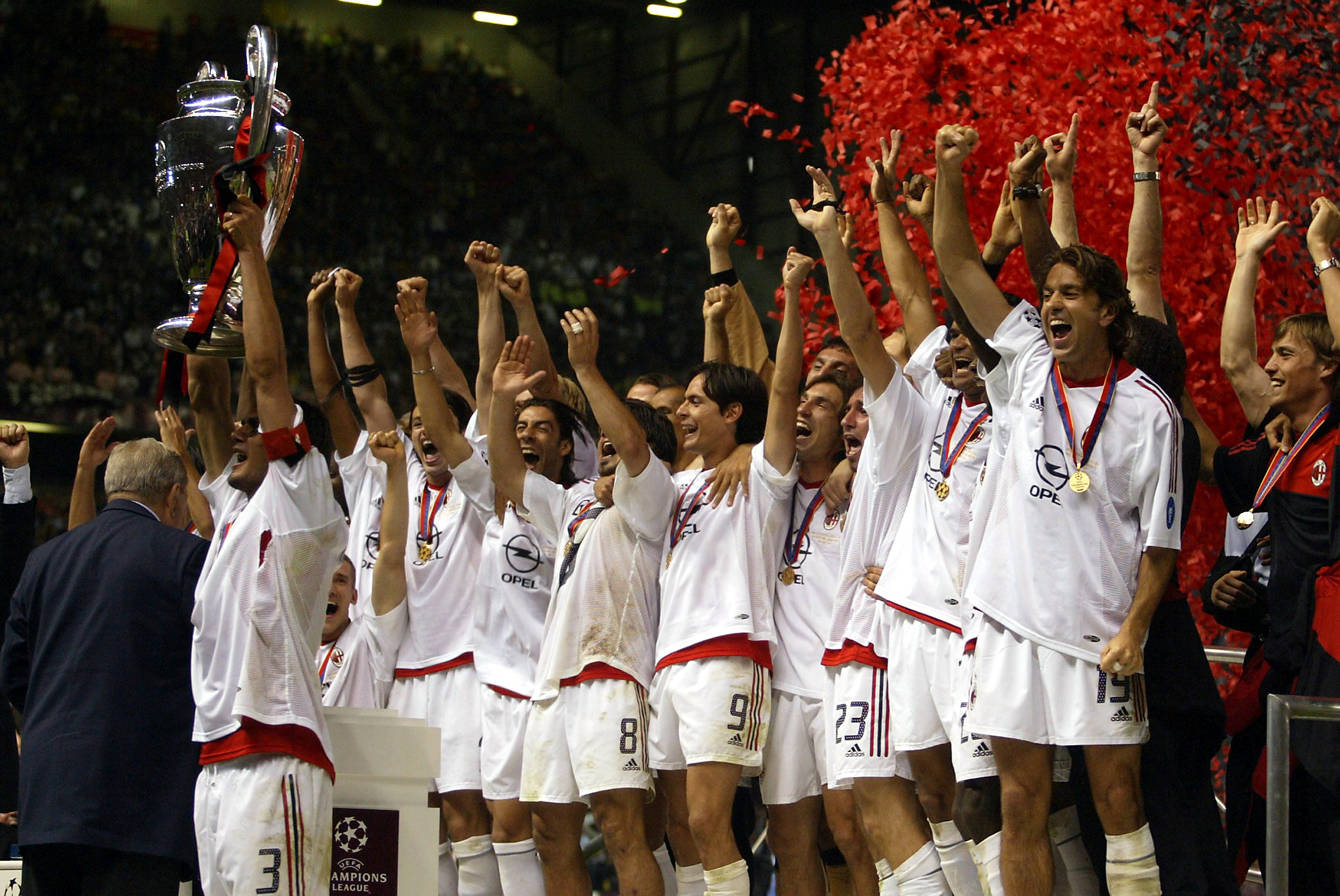
Rui Costa und die Mannschaft des AC Mailand bei der Siegerehrung nach dem Endspiel der UEFA Champions League 2002/03

- Europameisterschafts-Zweiter: 2004

Benfica Lissabon
- Portugiesische Meisterschaft: 1994
- Portugiesischer Pokal: 1993

AC Florenz
- Italienischer Pokal: 1996, 2001
- Italienischer Supercup: 1996

AC Mailand
- UEFA Champions League: 2003
- UEFA Super Cup: 2003
- Italienische Meisterschaft: 2004
- Italienischer Pokal: 2003
- Italienischer Supercup: 2004

Auszeichnungen
- UEFA Euro All-Star-Team: 1996, 2000
- FIFA 100
- Orden des Infanten Dom Henrique: 2004